# چهره به چهره (فیلم ۲۰۱۲)
چهره به چهره (انگلیسی: Face 2 Face) یک فیلم به کارگردانی کاترین بروکس است که در سال ۲۰۱۲ منتشر شد.